# レッツ・チェンジ・ザ・ワールド・ウィズ・ミュージック
『 レッツ・チェンジ・ザ・ワールド・ウィズ・ミュージック (原題: Let's Change the World with Music) 』は2009年9月7日に Sony Music / Kitchenware Records から発売されたプリファブ・スプラウトの8th アルバム。全英アルバム・チャートでは最高位で39位を記録している。

## 概要
このアルバムは、Paddy McAloon によって録音された一部のデモ及びプリ・プロダクションの音源が、そのまま日の目を見ずにお蔵入りしてしまった経緯があるものだった。録音されたタイミングとしては1990年のアルバム『ヨルダン:ザ・カムバック』が発売された直後になり、収録されている音源はその当時の雰囲気が残されたものでもある。
プロデュース、アレンジ、演奏は Paddy McAloon 自身が全て行っていて、イギリス ダラム郡にある自身のスタジオ「Andromeda Heights studio」で1993年頃に作曲及び演奏され、他のメンバーは参加せず単独で作業が行われた。そして、1997年のアルバム『アンドロメダ・ハイツ』制作時にエンジニアリングを担当した長い付き合いになるエンジニアの Calum Malcolm によってスコットランドでミキシングされた。
アルバム・タイトルになっている「Let's Change the World with Music」は、バーブラ・ストライサンドとのデュエット用に書かれた曲で、最初に出てくるコーラス部の一節で使われた言葉でもあるが、このアルバムには収録されていない。

## 収録曲
| #   | タイトル                                                                       | 作詞 | 作曲・編曲 |
| --- | ------------------------------------------------------------------------------ | ---- | ---------- |
| 1.  | 「レット・ゼア・ビー・ミュージック / Let There Be Music」                      |      |            |
| 2.  | 「ライド / Ride」                                                              |      |            |
| 3.  | 「アイ・ラヴ・ミュージック / I Love Music」                                    |      |            |
| 4.  | 「ゴッド・ウォッチ・オーヴァー・ユー / God Watch Over You」                    |      |            |
| 5.  | 「ミュージック・イズ・ア・プリンセス / Music is a Princess」                   |      |            |
| 6.  | 「アース: ザ・ストーリー・ソー・ファー / Earth, The Story So Far」             |      |            |
| 7.  | 「ラスト・オブ・ザ・グレイト・ロマンティックス / Last of the Great Romantics」 |      |            |
| 8.  | 「フォーリング・イン・ラヴ / Falling in Love」                                 |      |            |
| 9.  | 「スウィート・ゴスペル・ミュージック / Sweet Gospel Music」                    |      |            |
| 10. | 「ミート・ザ・ニュー・モーツァルト / Meet The New Mozart」                     |      |            |
| 11. | 「エンジェル・オブ・ラヴ / Angel of Love」                                     |      |            |

## データ
- All songs composed by Paddy McAloon
- Produced by Paddy McAloon
- Arranged by Paddy McAloon